# Le ambiziose
Le ambiziose è un film italiano del 1961 diretto da Antonio Amendola.

## Trama
Il concorso "La bella dell'anno" riunisce in una località balneare trenta belle ragazze. Durante i preparativi per la gara, ciascuna delle “ambiziose” cerca di conquistarsi il favore dei membri della giuria, e ogni strumento è utilizzato: raccomandazioni, minacce, promesse maliziose, suadenti moine, creazione artificiosa di clamori reclamistici ed equivoci di vario genere. Solo Marina, giunta all'ultimo momento per sostituire un'altra ragazza, è spinta dalla semplice ambizione di ottenere la macchina per cucire promessa dagli organizzatori a tutte le partecipanti, indipendentemente dalla graduatoria finale.
La modestia di Marina suscita l'attenzione di Federici, un giornalista giovane e disincantato, e ben presto anche il suo interesse, non soltanto professionale, per la splendida ragazza, che egli tenta di aiutare anche ricorrendo a propria volta a una serie di bonari ricatti. Alla fine, a fronte dell'irriducibile disaccordo fra i membri della giuria, decisi a promuovere le rispettive protette, l'unica soluzione per evitare scandali sarà proclamare vincitrice la meno raccomandata fra le concorrenti. Alla fine però si scoprirà che anche lei è stata raccomandata da un importante politico. Marina invece, pur non riuscendo ad arrivare prima, troverà in Federici l'amore della sua vita.